# Dowein District
Dowein District är ett distrikt i Liberia. Det ligger i regionen Bomi County, i den västra delen av landet, 40 km nordväst om huvudstaden Monrovia.